# Rivière Bouctouche Sud
La rivière Bouctouche Sud (anglais : South Branch Buctouche River) est une rivière du Nouveau-Brunswick. Celle-ci prend sa source dans les marais près de Gallagher Ridge, à 90 mètres d'altitude, près de la source de la rivière Bouctouche. Elle traverse une région principalement forestière. Le long de son cours se trouvent, d'amont en aval, New Scotland et Gladeslide, deux hameaux de la paroisse de Moncton. La rivière suit un cours généralement orienté nord-est-nord. Sa haute vallée à un relief peu escarpé, tandis que la basse vallée passe par une gorge.
La rivière conflue en rive droite de la rivière Bouctouche, 2 kilomètres à l'ouest de Coate's Mills. 